# Matis
I Matis sono un gruppo etnico del Brasile con una popolazione stimata in 390 individui nel 2010 (Funasa).

## Lingua
Parlano la lingua Matis (codice ISO 639: MPQ) che appartiene alla famiglia linguistica pano. Quasi tutti i maschi, però, parlano anche il portoghese, il che permette loro la compravendita di merci nei mercati delle aree urbane locali. I Matis comprendono anche le lingue dei Kulina, dei Matses e dei Korubo.

## Insediamenti
Vivono nello stato brasiliano dell'Amazonas, nei pressi del fiume Ituí, nei pressi della parte superiore del fiume Coari, un affluente destro dello Ituí, e nei pressi della parte centrale del fiume Branco, un affluente sinistro dello Itacoaí. Questa zona si trova nel territorio indigeno Vale do Javari, grande circa 8.544.480 ettari ed ufficialmente riconosciuto nel 1999.